# Championnat d'Irak de football 1986-1987
Navigation
Saison précédente Saison suivante
La saison 1986-1987 du Championnat d'Irak de football est la treizième édition de la première division en Irak, l' Iraqi Premier League. Elle regroupe, sous forme d'une poule unique, les douze meilleures équipes du pays qui se rencontrent deux fois, à domicile et à l'extérieur. En fin de saison, afin de refaire passer le championnat à 16 équipes, il n'y a pas de relégation et les quatre meilleurs clubs de deuxième division sont promus.
C'est le club d'Al Rasheed qui remporte le championnat cette saison après avoir terminé en tête du classement final, avec trois points d'avance sur Al Jaish Bagdad et dix sur Al Shabab Bagdad. C'est le premier titre de champion d'Irak de l'histoire du club, qui réussit même le doublé en s'imposant, après la séance de tirs au but, lors de la finale de la Coupe d'Irak, face à Al Jaish.

## Les clubs participants
| - Al Tayaran Bagdad - Al Sina'a Bagdad - Al Shorta Bagdad - Al-Zawra'a SC - Talaba SC - Al Rasheed | - Bahri FC - Promu de D2 - Al Shabab Bagdad - Mossoul FC - Al Nafat Bagdad - Al Jaish Bagdad - Salahaddin FC |

## Compétition
Le barème de points servant à établir les classements se décompose ainsi :
- Victoire : 2 points
- Match nul : 1 point
- Défaite : 0 point

### Classement
| Rang | Équipe            | Pts | J  | G  | N  | P  | Bp | Bc | Diff |
| ---- | ----------------- | --- | -- | -- | -- | -- | -- | -- | ---- |
| 1    | Al RasheedC       | 62  | 44 | 24 | 14 | 6  | 65 | 29 | +36  |
| 2    | Al Jaish Bagdad   | 59  | 44 | 19 | 21 | 4  | 57 | 24 | +33  |
| 3    | Al Shabab Bagdad  | 52  | 44 | 18 | 16 | 10 | 50 | 34 | +16  |
| 4    | Al Tayaran Bagdad | 51  | 44 | 16 | 19 | 9  | 47 | 41 | +6   |
| 5    | Al Shorta Bagdad  | 49  | 44 | 15 | 19 | 10 | 40 | 32 | +8   |
| 6    | Talaba SCT        | 49  | 44 | 15 | 15 | 14 | 34 | 34 | 0    |
| 7    | Al-Zawra'a SC     | 44  | 44 | 12 | 20 | 12 | 38 | 35 | +3   |
| 8    | Bahri FCP         | 37  | 44 | 10 | 17 | 17 | 37 | 48 | -11  |
| 9    | Salahaddin FC     | 37  | 44 | 12 | 13 | 19 | 29 | 45 | -16  |
| 10   | Al Sina'a Bagdad  | 35  | 44 | 8  | 19 | 17 | 33 | 47 | -14  |
| 11   | Al Nafat Bagdad   | 32  | 44 | 9  | 14 | 21 | 26 | 47 | -21  |
| 12   | Mossoul FC        | 25  | 44 | 4  | 17 | 23 | 23 | 63 | -40  |

|  | Qualification pour la Coupe d'Asie des clubs champions 1987-1988 et pour la Coupe des clubs champions arabes de football 1988 |
|  | Qualification pour la Coupe des clubs champions arabes de football 1988                                                       |
|  | T : Tenant du titre C : Vainqueur de la Coupe d'Irak P : Promu de D2                                                          |

## Bilan de la saison
| Championnat d'Irak de football 1986-1987          |                        |
| Champion                                          | Al Rasheed (1er titre) |
| Coupes et trophées                                |                        |
| Vainqueur de la Coupe d'Irak 1986-1987            | Al Rasheed             |
| Qualifications continentales                      |                        |
| Coupe d'Asie des clubs champions 1987-1988        | Al Rasheed             |
| Coupe des clubs champions arabes de football 1988 | Al Rasheed (tenant)    |
| Coupe des clubs champions arabes de football 1988 | Al Shabab Bagdad       |
| Promotions et relégations                         |                        |
| Promus en Iraqi Premier League                    | Tijara FC              |
| Promus en Iraqi Premier League                    | Al Mina'a Bassora      |
| Promus en Iraqi Premier League                    | Arbil SC               |
| Promus en Iraqi Premier League                    | Najaf FC               |
| Relégués en Iraqi Second League                   | Aucun                  |